# Crook of Alves
Crook of Alves är en ort i Storbritannien.   Den ligger i kommunen Moray och riksdelen Skottland, i den norra delen av landet, 700 km norr om huvudstaden London. Crook of Alves ligger 42 meter över havet och antalet invånare är 207.
Terrängen runt Crook of Alves är platt norrut, men söderut är den kuperad. Terrängen runt Crook of Alves sluttar norrut. Runt Crook of Alves är det ganska glesbefolkat, med 23 invånare per kvadratkilometer. Närmaste större samhälle är Elgin, 8,0 km öster om Crook of Alves. Trakten runt Crook of Alves består i huvudsak av gräsmarker.